# Friday the 13th: The Game
Friday the 13th: The Game é um jogo eletrônico de gênero survival desenvolvido pela IllFonic, e publicado pela Gun Media. É baseado na franquia de filmes de mesmo nome de propriedade da Paramount Pictures. Foi lançado em 26 de maio de 2017 para Microsoft Windows, PlayStation 4 e Xbox One.
O jogo possui um modo multijogador assimétrico, colocando até sete jogadores para controlar monitores do Acampamento Crystal Lake contra um jogador que controla Jason Voorhees. Funciona como o mais conhecido pique e pega, pois precisam ser astutos e engenhosos para fugir de Jason ou como Jason pegar os conselheiros antes que fujam. Ele possui um mapa semi-aberto, no qual os jogadores são capazes de explorá-lo ainda mais.
Originalmente, o jogo estava sendo desenvolvido sob o título Slasher Vol. 1: Summer Camp pela IllFonic em meados de 2015. A Gun Media estava em negociações com o diretor da franquia Sexta-Feira, Sean S. Cunningham, para obter uma licença e iniciar o desenvolvimento do jogo. Depois de uma série de reuniões, a empresa conseguiu obter os direitos para o projeto. Então, o jogo evoluiu para Friday the 13th: The Game e os financiamentos do Kickstarter e BackerKit aumentaram em aproximados US$1.095.143,40, tornando-se o 124º projeto mais bem-sucedido de todos os tempos. É também o primeiro jogo da IllFonic a utilizar o Unreal Engine 4 após desistirem da CryEngine, que seguiu com o Projeto Advena.

## Trilha sonora
Harry Manfredini, o responsável pela trilha sonora do filme original, compôs a trilha sonora do jogo. A mídia física apresenta artes conceituais originais do jogo e encartes na embalagem.
Durante o desenvolvimento, a Gun Media lançou duas faixas da trilha sonora, a primeira era intitulada "Harry Manfredini Full Track - 01" e foi lançada em 9 de novembro de 2015, e a "Harry Manfredini Full Track - 02" em 14 de maio de 2016.
Um trailer do jogo lançado na PAX West 2016 apresentou o tema do jogo, "Killer", gravado por Crazy Lixx.

## Recepção
Após o lançamento, Friday the 13th: The Game recebeu uma pontuação de 61 de 100 indicando críticas "mistas ou médias" no agregador Metacritic, com base em seis críticas. Daemon Hatfield, escrevendo para a IGN, elogiou os elementos ao jogar como Jason, mas criticou a jogabilidade dos adolescentes, juntamente com as falhas que quase eliminam o humor de "diversão idiota". O Polygon declarou que "Friday the 13th: The Game imita o nível da superfície da série clássica dos filmes, mas perde o espírito". O GameSpot censurou as encarnações do console por serem "intermitentemente ilegíveis", dizendo que "os jogos particulares com amigos às vezes são possíveis, mas se você deseja se juntar a uma banda de estranhos online no conforto do seu sofá, você estará totalmente sem sorte ou mesmo preso esperando mais de dez minutos para uma partida - após dias sem poder jogar em absoluto." O Gamespot também citou a falta de mapas, taxas de quadros inconsistentes, animações precárias e detecção de colisões deficiente como razões para descobrir que o jogo ainda encontrava-se inacabado, mesmo no seu lançamento. Em contraste, o site também listou a premissa assimétrica e a jogabilidade de Jason Voorhees como qualidades de redenção.